# Confederación de Trabajadores de Chile
La Confederación de Trabajadores de Chile (CTCH) fue fundada el 27 de diciembre de 1936. Hasta su división en dos grupos en 1946 (ambas integradas en 1953 a la Central Única de Trabajadores), fue la principal organización de los trabajadores chilenos durante una década.
En su fundación concurrieron sindicatos independientes y afiliados Federación Obrera de Chile (FOCH, comunista), la Confederación General de Trabajadores (CGT, anarcosindicalista) y la Confederación Nacional de Sindicatos (CNS socialista) agrupados en el Frente de Unidad Sindical. Se celebró entre el 25 y 27 de diciembre en Santiago el Congreso de Unificación. En ese mismo evento se decide apoyar la formación del Frente Popular. En su II Congreso (1939) se decide la afiliación a la Confederación de Trabajadores de América Latina (CTAL)
Durante el periodo del Frente Popular y gobiernos que le suceden se orientó por un lado en defender los derechos laborales y sociales y la organización sindical y por el otro de apoyo al gobierno en su gestión económica y política. En esta última posición se aseguró la representación ante el Estado del movimiento obrero. Por ejemplo, un puesto con derecho a voz y voto en el Consejo de la Corporación de Fomento de la Producción (CORFO). A cambio de ello la CTCH actuó como mediador de los conflictos laborales.
El 30 de enero de 1946 en la convocatoria de un paro nacional, por la masacre de la Plaza Bulnes (28 de enero) y de apoyo a la huelgas sectoriales, se divide la CTCH. La división es producto de la tensión que se produjo al interior, al defender los sindicatos o apoyar el gobierno. Los dos sectores son el encabezados por los socialista, que apoyan el gobierno y que se oponen al paro y los comunistas contrarios al gobierno y organizadores del paro nacional. Dividida y en la práctica sin injerencia como agrupación de los trabajadores siguió funcionado y subsistiendo hasta que se fusionan ambas facciones, junto con otras centrales sindicales, en la Central Única de Trabajadores (CUT) en 1953.
Tuvo como una publicaciones mensual el periódico CTCH (1939-1940, 1943-1952).
Secretarios Generales fueron: Juan Díaz Martínez (socialista, 1936-1939), Bernardo Ibáñez Águila (socialista 1939-1946, facción socialista de la CTCH 1946-1953), Bernardo Araya Zuleta (facción comunista de la CTCH, 1946-1953).
La CTCH realizó los siguientes Congresos
- Congreso Constituyente, 25 al 27 de diciembre de 1936 en Santiago
- I Congreso, 26 al 28 de julio de 1939 en Santiago
- II Congreso, 11 al 14 de septiembre de 1943 en Santiago
- III Congreso de 1946. Cada grupo lo realiza en forma paralela: socialistas (14 y 16 de diciembre) y comunistas (14 y 18 de diciembre).